# Старое Тюрино
Старое Тюрино — село в Бугурусланском районе Оренбургской области в составе Нойкинского сельсовета.

## География
Находится на левом берегу реки Мочегай на расстоянии примерно 21 километр по прямой на северо-восток от центра города Бугуруслан.

## История
Село основано мордвой-мокша.

## Население
Население составляло 419 человека в 2002 году (русские 53%), 350 по переписи 2010 года.